# 诸暨站
诸暨站位于中国浙江省绍兴市诸暨市城西工業新城越都路1號，即西城路和艮塔西路交汇处，有沪昆铁路，沪昆客运专线经过。车站目前由上海铁路局金华车务段管辖的车站，为二等站，日均办理旅客列车约140列。

## 历史

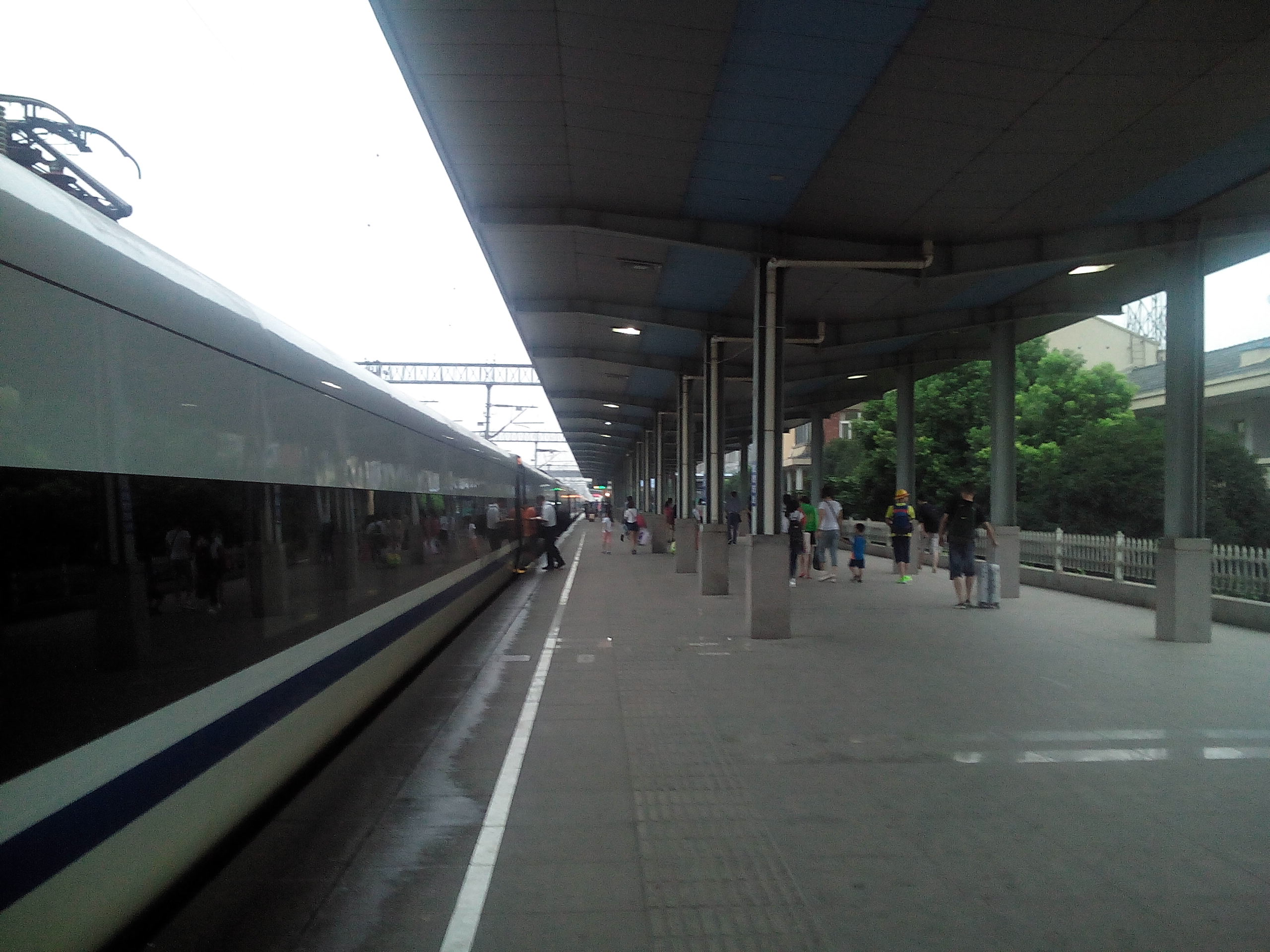
2014年8月，D5663次列车停靠在诸暨站

诸暨站最早于1931年建成，当时位于诸暨县城北庄畈。当时车站设有正线1条、到发线3条、货物线2条和其他线4条，是供蒸汽机车加煤的中间站，属二等站:329。由于车站地势低洼，曾经因石家祠堂堤决口导致车站被淹，列车中断7天。
1951年6月车站因原址地势低洼易被水淹而迁址至当时的城关镇西。1958年修建通往诸暨黄沙公司的专用线，长1707米。1987年底，诸暨站设有正线1条、到发线3条、货物线2条、专用线1条和其他线8条，日均办理接发客运列车30列，货运列车50列，上下旅客5500人左右:329。2005年诸暨站共接送旅客340万人左右，发送货物119万吨以上。
诸暨站曾经为上海铁路局杭州铁路分局管辖的中心站，1978年改制为诸暨车务段，管辖原浙赣铁路湄池至东孝间25个车站:329。2000年原萧山车务段合并至诸暨车务段，车站新增管辖原浙赣线钱塘江/盈宁-白鹿塘区间车站。2005年7月和原衢州车务段合并新成立金华车务段。
2006年6月16日，因浙赣铁路进行电气化改造，诸暨火车站迁入现址。老火车站废弃后，于2018年年底进行改造，成为陶朱山公园的铁路遗址部分，2019年7月完工。
2014年12月10日，沪昆客运专线南昌至杭州段通车，诸暨站开行了高速动车组列车。
为配合当地“北承南接”政策，经过诸暨市当地政府向上海铁路局的申请，2016年9月10日起诸暨站开行始发前往杭州东站的早晚动车组列车G7327/7328次列车（早间开行，冠名“西施号”。开通时车次为G7317/7318次）一对半，和晚间开行的淮南东~诸暨~杭州东的G7685/7316次列车。2019年1月5日，原杭州东~北京南G36次列车单向延长至诸暨站始发，取代原G7328次列车。2021年4月10日起，诸暨站开行始发往上海南、由CR200J担当的动车组列车。
2022年8月17日起，诸暨站对高铁候车室进行改造升级，同年9月底完工。施工期间，利用由行包房改造的临时候车室承担起高铁候车任务。
2022年11月，当地政府计划重建车站站房，通过公开招标后选出三个入围方案开放市民投票。

## 车站结构

### 站房

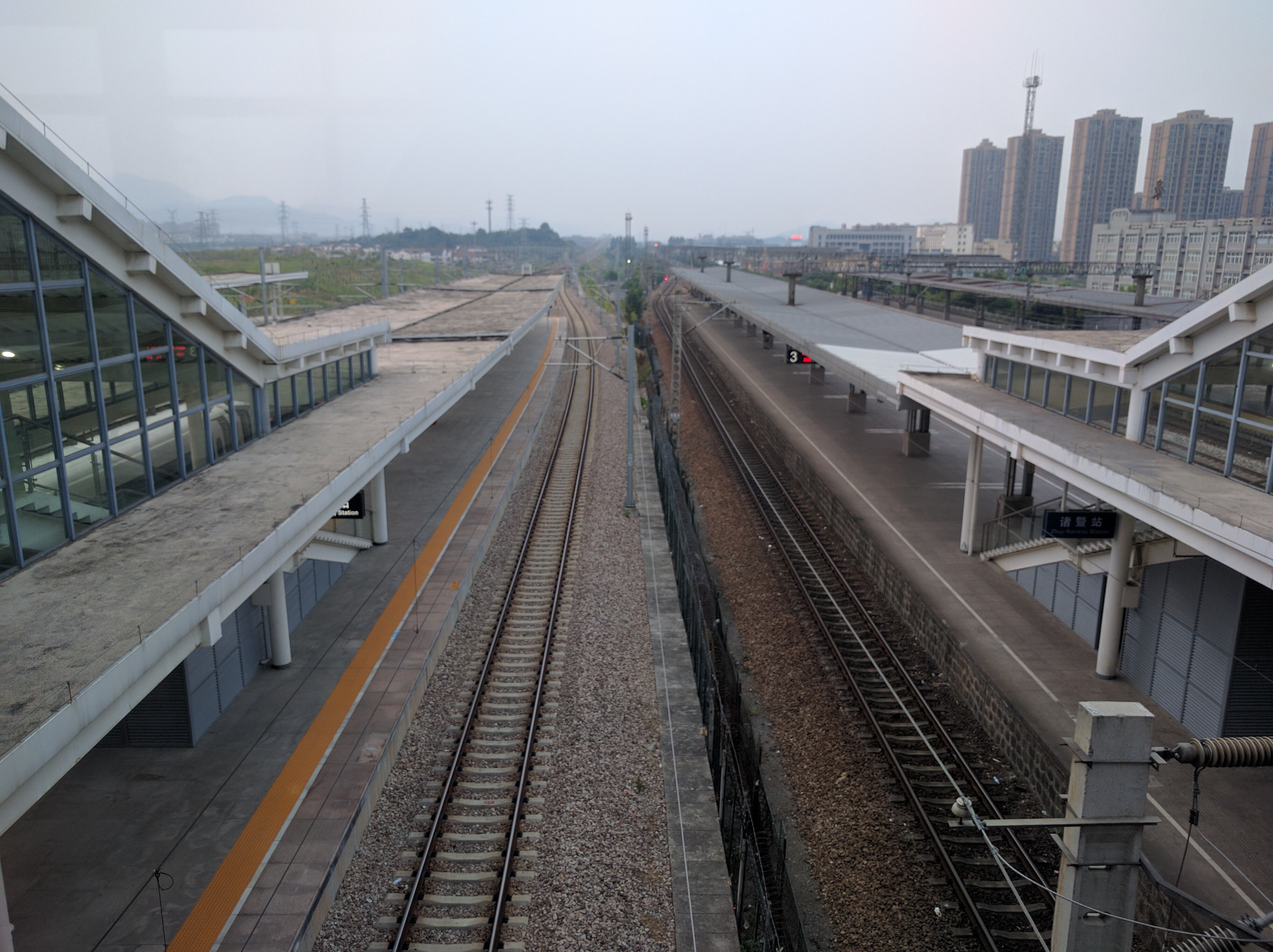
火车站天桥

诸暨站目前使用的站房于2005年6月16日启用，面积9485平方米，其中中间主楼高18.95米，长度195.6米。站房通过展现形似书本卷轴般的外立面马头墙突出，当地充满书香气息的含义。售票处位于站房北侧，设有8个售票窗口和8台自动售票机；进站口和候车室位于车站中部，分为上下两个候车厅：其中上层候车厅面积1584平方米，供高铁列车使用；下层候车厅面积1200平方米，供普速列车使用。两个候车厅设计最高聚集人数为3000人。出站口位于地下一层。
- 售票处
- 进站口
- 一楼普速候车区
- 二楼高铁候车区

### 站场
车站设4站台10线，其中沪昆客运专线（高速场）2台5线，沪昆线（普速场）2台5线。
| 侧式站台 |                                       |
| 6站台    | 沪昆高铁 往上海虹桥站方向（杭州南站） |
| 通过线   | 沪昆高铁上行列车通过线                |
| 通过线   | 沪昆高铁下行列车通过线                |
| 5站台    | 沪昆高铁 往昆明南站方向（义乌站）     |
| 岛式站台 |                                       |
| 4站台    | 沪昆高铁 往昆明南站方向（义乌站）     |
| 3站台    | 沪昆铁路 往上海站方向（诸暨东站）     |
| 岛式站台 |                                       |
| 2站台    | 沪昆铁路 往上海站方向（诸暨东站）     |
| 通过线   | 沪昆铁路上行列车通过线                |
| 通过线   | 沪昆铁路下行列车通过线                |
| 1站台    | 沪昆铁路 往昆明站方向（牌头站）       |
| 侧式站台 |                                       |